# بدمافتي
بدمافتي (بالسنسكريتية: पद्मावती)‏ "المنبثقة من اللوتس"، هي إلهة هندوسية وقرينة الإله فينكاتيسوارا، وهو شكل من أشكال فيشنو. توصف بأنها ابنة ملك محلي وتجسيد للإلهة لاكشمي، قرينة فيشنو. وهي إلهة رئيس في الهندوسية تعبد كجانب من جوانب الإلهة لاكشمي وجانبها الثاني، بومي. يعتقد أن شفاعتها لا غنى عنها لكسب رضا الرب.